# Giuse Trương Duy Trụ
Giuse Trương Duy Trụ (sinh năm 1958, tiếng Trung:張維柱, tiếng Anh:Joseph Zhang Wei-zhu) là một giám mục người Trung Quốc của Giáo hội Công giáo Rôma. Ông hiện đảm nhận cương vị Giám mục Phủ doãn Tông Tòa Tân Hương.

## Tiểu sử
Giám mục Trương Duy Trụ sinh năm 1958 hoặc 1956 / 1959  tại Trung Quốc. Chủng sinh Trương được truyền chức linh mục vào năm 1985. Tòa Thánh bổ nhiệm linh mục Giuse Trương Duy Trụ làm Giám mục Giám quản Phủ doãn Tông Tòa Tân Hương. Lễ tấn phong cho vị Tân chức diễn ra vào ngày 27 tháng 10 năm 1991. Giám mục Trương đã bị cầm tù kể từ năm 2021.